# Patty Spivot
Patricia "Patty" Spivot è un personaggio dei fumetti DC Comics, agente della scientifica del dipartimento di polizia di Central City e interesse amoroso di Barry Allen/Flash, ha rivestito momentaneamente i panni di Hot Pursuit.

## Biografia del personaggio
All'inizio lavora come ricercatrice part-time nel laboratorio della scientifica del dipartimento di polizia di Central City al fianco di Barry Allen, per poi lavorarci a tempo pieno in veste di analista delle prove ematiche. Quando David Singh prenderà in mano la direzione del laboratorio della scientifica Patty deciderà di andarsene dalla città non condividendo il suo modo di lavorare incentrato di più sul cercare di risolvere più casi possibili in tempi brevi invece che farlo nella maniera giusta, quindi si trasferirà a Blue Valley, in Nebraska.
Barry le chiede aiuto per risolvere un caso di omicidio, la vittima è Ethan Kramer, il supereroe conosciuto come Elongated Kid, inizialmente Patty preferiva starne fuori ma poi viene coinvolta, successivamente si scoprirà che l'assassino di Kramer è Eobard Thawne, che stava facendo degli esperimenti sulle conseguenze che la Forza della velocità aveva sull'invecchiamento. Eobard minaccia di morte Patty potendo farla invecchiare in poco tempo uccidendola, ma Flash (Barry Allen), Kid Flash e Hot Pursuit la salvano. Patty dice a Barry che tornerà a Blue Valley, lui prova a convincerla a rimanere, poi lei ammette di aver sempre avuto un debole per lui; Barry, sorpreso, le dice che la considera solo una buona amica.

### Flashpoint
Patty, avendo ambizioni più grandi per la sua vita, decide di rubare l'attrezzatura di Hot Pursuit tra i reperti della polizia di Central City, e mentre fugge dalla polizia a bordo della moto di Hot Pursuit, il mezzo di trasporto rivela una distorsione temporale e quindi si attiva automaticamente l'evacuazione di emergenza, e Patty viene catapultata nel futuro, precisamente nell'anno 3011.
Quello in cui viene catapultata è un futuro apocalittico dove Brainiac è il sovrano del mondo, le sue forze armate catturano Patty e la rinchiudono in una camera di ibernazione dove lei rivive sempre il suo peggior incubo (quando da bambina rischiò di annegare) riuscendo però a fuggire. La ragazza trova un alleato in Bart Allen che le fa capire che questo futuro orribile è la conseguenza di un'anomalia temporale dovuta infatti un evento del passato che è stato alterato nella linea temporale creando questo nuovo terribile futuro (la colpa è di Barry Allen infatti ha creato lui questa nuova realtà tornando indietro nel passato con i suoi poteri cambiando la storia). Bart cerca di aiutarla a tornare nel suo tempo con la moto, che però non serve a nulla senza il suo alimentatore che sfrutta la Forza della velocità, quindi i due decidono di infiltrarsi nella fortezza di Brainiac dato che lì c'è l'alimentatore, ma alla fine Brainiac uccide Patty.

### The New 52
Barry, dopo che aveva lui stesso creato quell'orribile realtà, alla fine di Flashpoint riesce a porre rimedio al suo sbaglio e tornando indietro nel tempo riscrive la storia riportando il mondo alla normalità, seppur con qualche cambiamento, creando una nuova realtà (The New 52) dove Patty è ancora viva, inoltre lei e Barry, in questa nuova realtà, sono una coppia dato che in questa nuova linea temporale lui e il suo precedente storico amore, Iris West, non si sono mai sposati. Durante una battaglia tra Flash e Gorilla Grodd la donna scopre che il suo fidanzato in realtà è Flash, e nonostante l'iniziale stupore decide di accettare la cosa, continuando a stare insieme a lui.

## Altri media

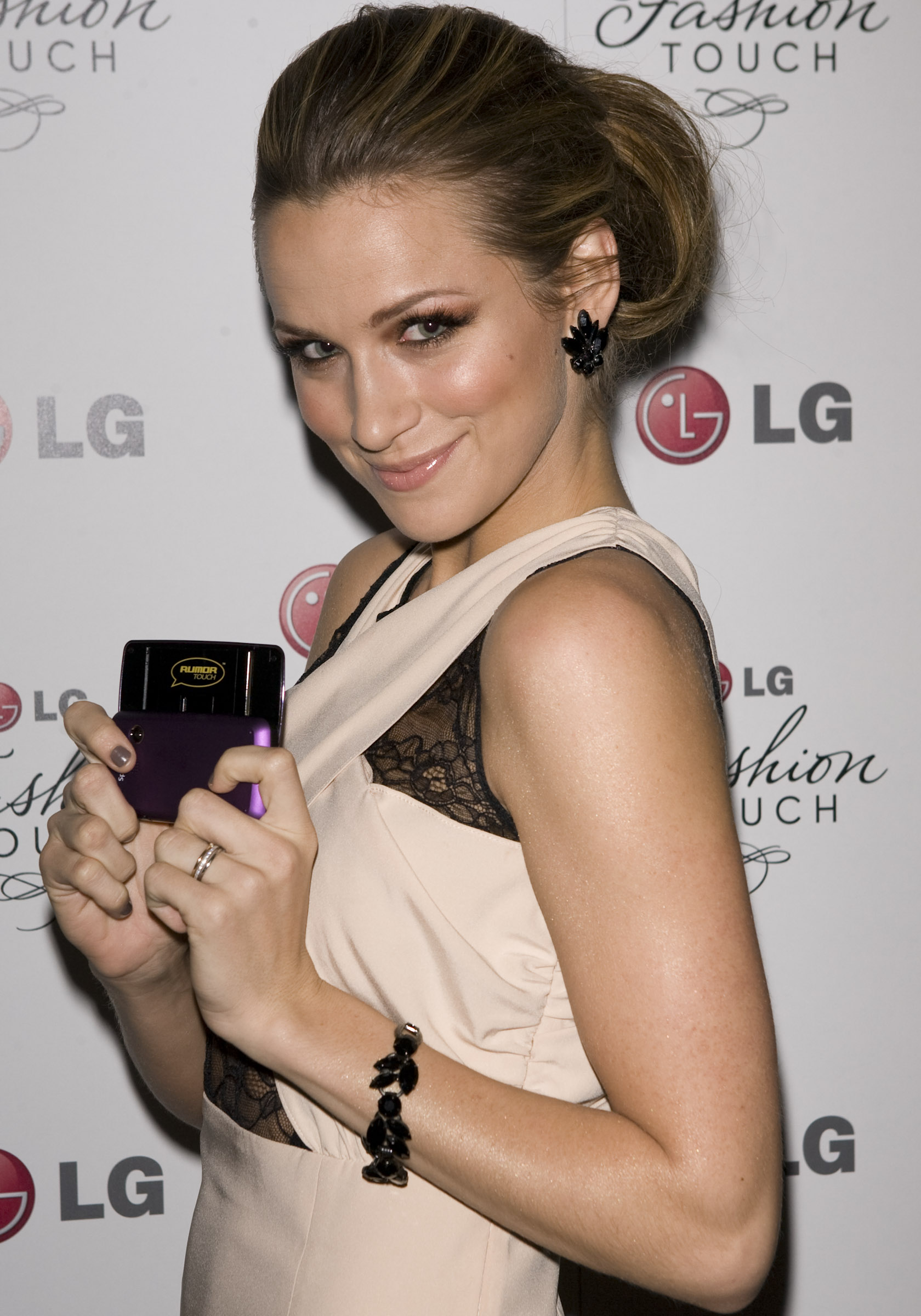
Shantel VanSanten recita la parte di Patty Spivot nella serie televisiva The Flash

### Televisione
Il personaggio, interpretato dall'attrice statunitense Shantel VanSanten, appare nella seconda stagione della serie televisiva The Flash; Patty è una giovane ragazza che ambisce a diventare un perito della scientifica, ma decide di accantonare il suo progetto e diventare una poliziotta lavorando nella polizia di Central City per uccidere Mark Mardon essendosi macchiato della morte di suo padre quando era andato in banca a fare un versamento. Ragion per cui inizia a lavorare con Joe West essendo il poliziotto che si occupa principalmente dei casi legati ai metaumani. Ha modo di conoscere Barry Allen, agente della scientifica di Central City sentendosi da subito attratta da lui, cercando anche di farglielo capire, all'inizio lui è un po' esitante ma poi i due iniziano a uscire insieme e a breve finiscono con l'innamorarsi l'uno dell'altra. Quella con Patty è stata la prima relazione seria che Barry ha avuto nella serie oltre al fatto che è stata l'unica donna che ha amato oltre a Iris. Flash affronta Mardon, che aveva stretto un'alleanza con James Jesse, ma riesce a sconfiggerli grazie all'aiuto dei suoi amici, infine Patty ha la possibilità di uccidere Mardon e vendicare suo padre, ma Flash la convince a rinunciare alla vendetta, quindi Patty si limita ad arrestarlo. Barry, pur amandola, decide di lasciarla sentendo di non poterla proteggere dalla sua doppia vita di supereroe, tra l'altro la ragazza decide di lasciare la città per proseguire il suo progetto originale e diventare una ricercatrice forense studiando in una prestigiosa facoltà a Midway City, comunque la ragazza, facendo delle ricerche, nota che Barry come perito della scientifica è quasi sempre coinvolto nei casi riguardanti Flash capendo quindi che lui e il velocista scarlatto sono la stessa persona. Patty dice a Barry che ha scoperto il suo segreto ma che vuole che sia lui a dirglielo dando alla loro relazione una seconda possibilità, ma Barry, pur sapendo ormai che Patty conosce il suo segreto, decide di negare tutto facendole capire a malincuore che la loro storia non ha un futuro. Patty lascia Central City in treno e chiama Barry al cellulare dicendogli che è in pericolo, quindi Barry, con il costume di Flash va da lei scoprendo che la sua era solo una bugia, infatti Patty per capriccio voleva solo confermare la sua teoria, i due infine si salutano.

### Cinema
Patty Spivot, interpretata dall'attrice nordirlandese Saoirse-Monica Jackson, compare nel film del DC Extended Universe The Flash.